# Школски неуспех
Школски неуспех је упоран и лош академски успех детета или младе особе који их спречава да заврше наставни план и програм у очекиваним временским оквирима. Према већини савремених педагошких приступа, школски неуспех није неуспех ученика већ стварност конструисана у односу школе према ученику која је одраз моралног и културног поретка друштва и која указује на неспособност образовног система да се прилагоди ситуацији и потребама детета. Поред инхерентних тешкоћа детета у његовом процесу учења, такође је потврђено да је школски неуспех повезан са разликама које друштво ствара у ширењу образовања и културе, а самим тим и у расподели друштвених могућности. У покушају да се превазиђе академски израз школски неуспех користе се неке алтернативе као што су адаптације наставног плана и програма у циљу спречавања искључења ових ученика из образовног система.